# Morbus Hunter
Der Morbus Hunter (auch Mukopolysaccharidose Typ II genannt) ist eine X-chromosomal-rezessiv vererbbare Stoffwechselerkrankung. Er gehört zu den Mukopolysaccharidosen (MPS), einer Gruppe von Erkrankungen, bei denen der lysosomale Abbau von Mukopolysacchariden gestört ist.

## Häufigkeit
Aufgrund des X-chromosomalen Erbgangs sind von der Erkrankung fast nur Jungen betroffen.
Unter rund 156.000 Geburten ist ein Hunter-Syndrom-Fall. In Deutschland sind dies etwa 4–5 neue Fälle pro Jahr.

## Ursache
Die Ursache des Morbus Hunter ist ein defektes Gen auf dem X-Chromosom (Xq27.3-q28) Dieses kodiert für die Iduronat-2-Sulfatase.
Durch die Mutation ist der Abbau von Dermatan- und Heparansulfat gestört.

## Symptome
Die Erscheinung reicht von schweren Formen mit geistiger Retardierung (früher Typ A) zu sehr milden Ausprägungen mit geringer bzw. ohne geistige Entwicklungsverzögerung (früher Typ B). Die Übergänge sind dabei fließend.
Spezifisch für MPS Typ II sind Hauterscheinungen mit blassen, knötchenförmigen, meist in Gruppen zusammenstehenden Verdickungen („Peau d’orange“).
Weitere Symptome sind
- Gesichtsveränderungen: dichte Augenbrauen, flache, eingesunkene Nasenwurzel, fleischige, breite Lippen, vergrößerte Zunge, Prognathie.
- tiefe und heisere Stimme
- Kardiale Beteiligung bis zu Herzinsuffizienz
- Mittelohr- und Innenohr-Schwerhörigkeit
- Opticusatrophie
- früh einsetzende, progrediente Gelenkkontrakturen,
- aufgetriebenes Abdomen durch die sich entwickelnde Hepatosplenomegalie
- Nabelhernie
- Wachstumsverzögerung.
- Schwer betroffene Patienten können nach einer Phase von Aggressivität und Eretik, Störungen der Grobmotorik mit Gangunsicherheit und häufigem Fallen, schließlich eine Tetraspastik mit Schluck- und Atemstörungen entwickeln.
- Skelettveränderungen (Dysostosis multiplex congenita)

## Diagnose
Die Diagnose wird durch die erhöhte Ausscheidung von Mucopolysacchariden (Dermatan- und Heparansulfat) im Urin festgestellt (Elektrophorese). Ergänzend wird das defekte Enzym in Leukozyten oder Fibroblasten bestimmt. Eine molekulargenetische Analyse ist möglich, ebenso wie eine pränatale Diagnose in Amnionzellen oder Chorionzotten(-zellen).

## Therapie
Eine ursächliche Behandlung steht nicht zur Verfügung. Die Möglichkeit einer Stammzelltransplantation ist im Einzelfall möglich. Als erste Enzymersatztherapie wurde im Januar 2007 Idursulfase (Elaprase) in Europa zugelassen.